# جراجمه
جَراجِمه نام قومی کهن در تاریخ اسلام است که در مرزهای میان خلافت و بیزانس، نزدیک به رشته‌کوه آمانوس می‌زیستند. نژاد و خاستگاه و انقراض آنان درمیان پژوهشگران محل اختلاف است.

## نژاد و تبار
دربارهٔ نژاد و تبار جراجمه وحدت نظری در میان پژوهشگران وجود ندارد؛ بااین‌حال همه بر غیرعرب بودن‌شان هم‌رأی‌اند. برخی آنان را ایرانی (عجم) و بازماندگان بنوالاحرار که به‌دستور خسرو دوم بر یمن چیره و سپس در جای‌های گوناگون پراکنده شدند و در هرجا نامی یافتند: در بصره به «اساوره» مشهور شدند و در کوفه به «احامره» و در جزیره به «خضارمه» و در شام به «جراجمه». برخی دیگر جراجمه را نبطی دانسته‌اند اما با توجه به گزارش مورخینی مانند بلاذری آنان نبطی نبودند. دلیل این ناهمسانی از آنجاست که نبطیان قومی سامی بودند که به‌زبان آرامی سخن می‌گفتند ولی جراجمه را غیرسامی دانسته‌اند؛ گرچه ممکن است به‌سبب گستردگی زبان آرامی، جراجمه نیز بدین زبان سخن می‌گفته‌باشند. اشاراتی نیز به ارمنی بودن آنان شده‌است. بعضی دیگر نیز جراجمه را همان جرامقه دانسته‌اند که البته این مدعی محل تردید است.

## نام دیگر
جراجمه در منابع رومی «مردائیان» خوانده شده‌اند که در عربی متأخر به‌صورت مَرده بکاربسته شده‌است. برخی ریشهٔ این واژه را لغتی ایرانی و مأخوذ از لفظ «مرد» در مفهوم دلیر و جنگجو دانسته‌اند و بعضی دیگر ریشه‌اش را مأخوذ از لفظ سامی «مریدای» به‌معنای چریک و غارتگر.

## مذهب و آیین
در اینکه مذهب جراجمه مسیحی بوده تردیدی نیست؛ اما اینکه آنان پیرو آئین مونوفیزیتیسم بودند یا مونوثلتیسم نادانسته‌است. جراجمه پیرو بطریق انطاکیه بودند؛ آنان در دوره‌های گوناگون با کلیسای روم، کلیسای ارتدکس و مسیحیان یعقوبی کشمکش یا نزدیکی داشته‌اند.

## ارتباط با مارونی‌ها
در آغاز سدهٔ بیست میلادی بحثی از سوی مارونی‌ها دربارهٔ ارتباط میان خود و جراجمه آغاز شد؛ مارونی‌ها کوشیده‌اند نسب خود را به جراجمه برسانند؛ حتی برخی نویسندگان تا بدانجا پیش رفته‌اند که همهٔ اخبار مورخان مسلمان و بیزانسی دربارهٔ جراجمه را بر مارونی‌ها منطبق دانسته‌اند. بااین‌همه هنوز نمی‌توان مارونیان و جراجمه را یکی دانست ولی می‌توان وجود ارتباطی میان آنان را متصور بود.

## جراجمه در فرهنگ عرب
واژهٔ جراجمه در فرهنگ عرب، احتمالاً به‌سبب برخی رفتارهای منتسب بدان‌ها، کاربردی ناسزاگونه می‌داشت؛ همچنانکه عرب‌ها نبطیان که علوج (کافران و نادانان) عراق، قبطیان را علوج مصر، زطان را علوج سند، جرامقه را علوج جزیره و جراجمه را علوج شام می‌خوانده‌اند.

## جراجمه در تاریخ
از منابع چنین پیداست که همزمان با حملهٔ مسلمانان به‌فرماندهی ابوعبیده جراح به‌انطاکیه، شماری از جراجمه در این شهر بودند، زیرا چنین آورده‌اند که جراجمه به‌شهر خویش بازگشتند و به‌تکاپو افتاند تا به یاری رومیان علیه مسلمانان متحد شوند. اندکی بعد مردم انطاکیه علیه مسلمانان شوریدند و ابوعبیده مجبور به بازتسخیر شهر شد و این‌بار حبیب بن مسلمه فهری را به‌والیگری آنجا گماشت؛ حبیب چندی بعد آهنگ چیرگی بر جرجومه کرد اما کار به صلح افتاد و مقرر شد که جراجمه در کوهستان آمانوس بر دین خویش بمانند و نگاهبان مرزهای اسلام و بیزانس باشند و جزیه ندهند و اگر در جنگی با دشمنان اسلام با مسلمانان متحد شدند از غنایم برخوردار باشند.
بااین‌همه جراجمه بسته به ضعف یا قوت مسلمانان و بیزانس، گاه با رومیان و گاه با مسلمانان علیه دیگری متحد می‌شدند. در عصر معاویه و پس از دفع محاصرهٔ قسطنطنیه به‌دست مسلمانان، بیزانس سپاهی از جراجمه تشکیل داد و شام یورش بُرد و تا دامنه‌های شهر قدس رسید. در پیامد این شورش معاویه مجبور به صلحی ۳۰ ساله با بیزانس شد که طی آن مسلمانان باژ سالانه به بیزانس می‌دادند و بیزانس نیز در عوض جراجمه را از دست‌اندازی به شام بازداشت. ظاهراً دلیل کوچاندن دسته‌های زط و نبطی به انطاکیه و دیگر مرزهای اسلام و بیزانس، نه‌تنها برای ایجاد مانع برای بیزانس بلکه کاهش قدرت جراجمه نیز بوده‌است.